# Волочиськ

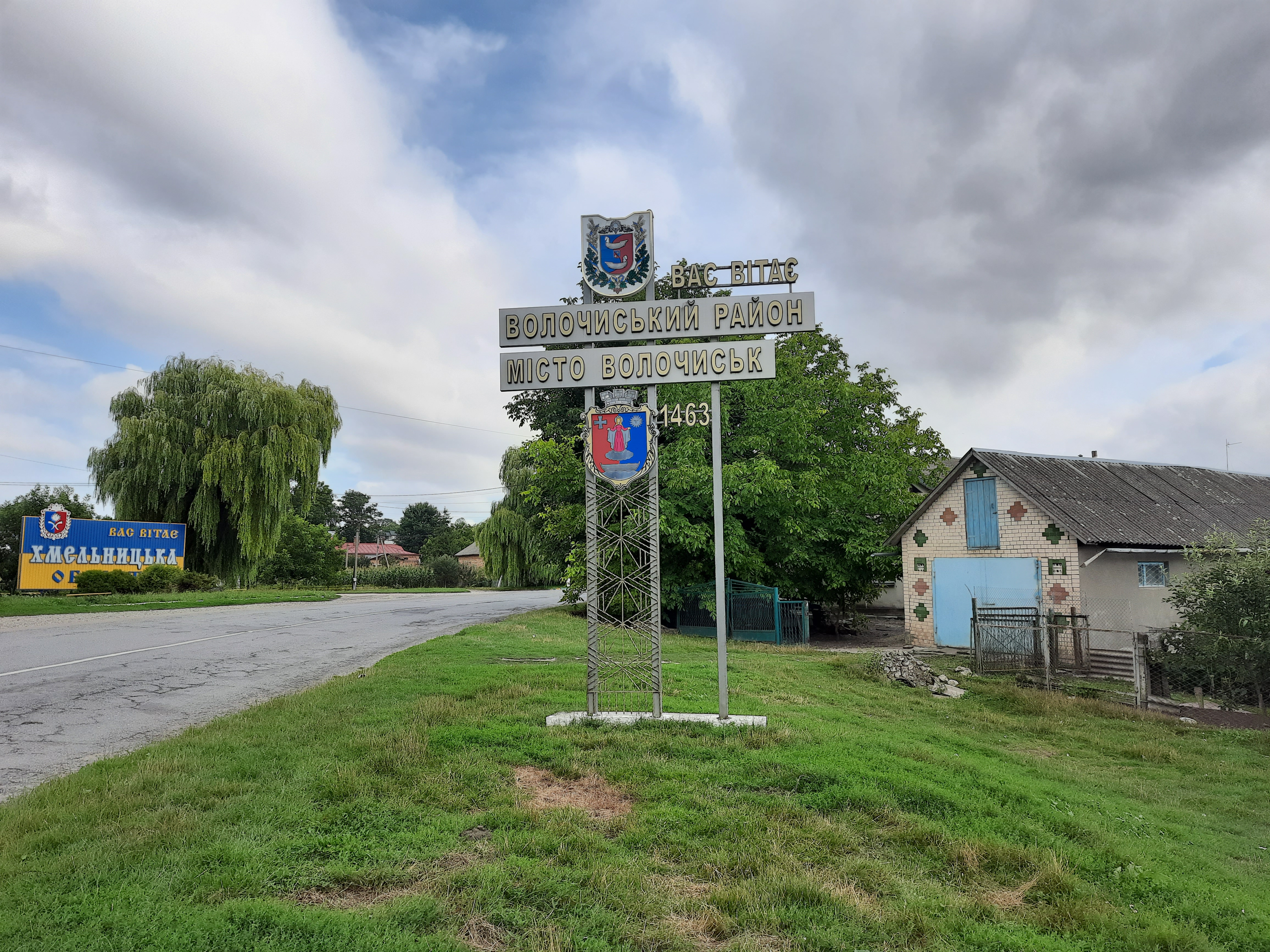
Знак при в'їзді в місто

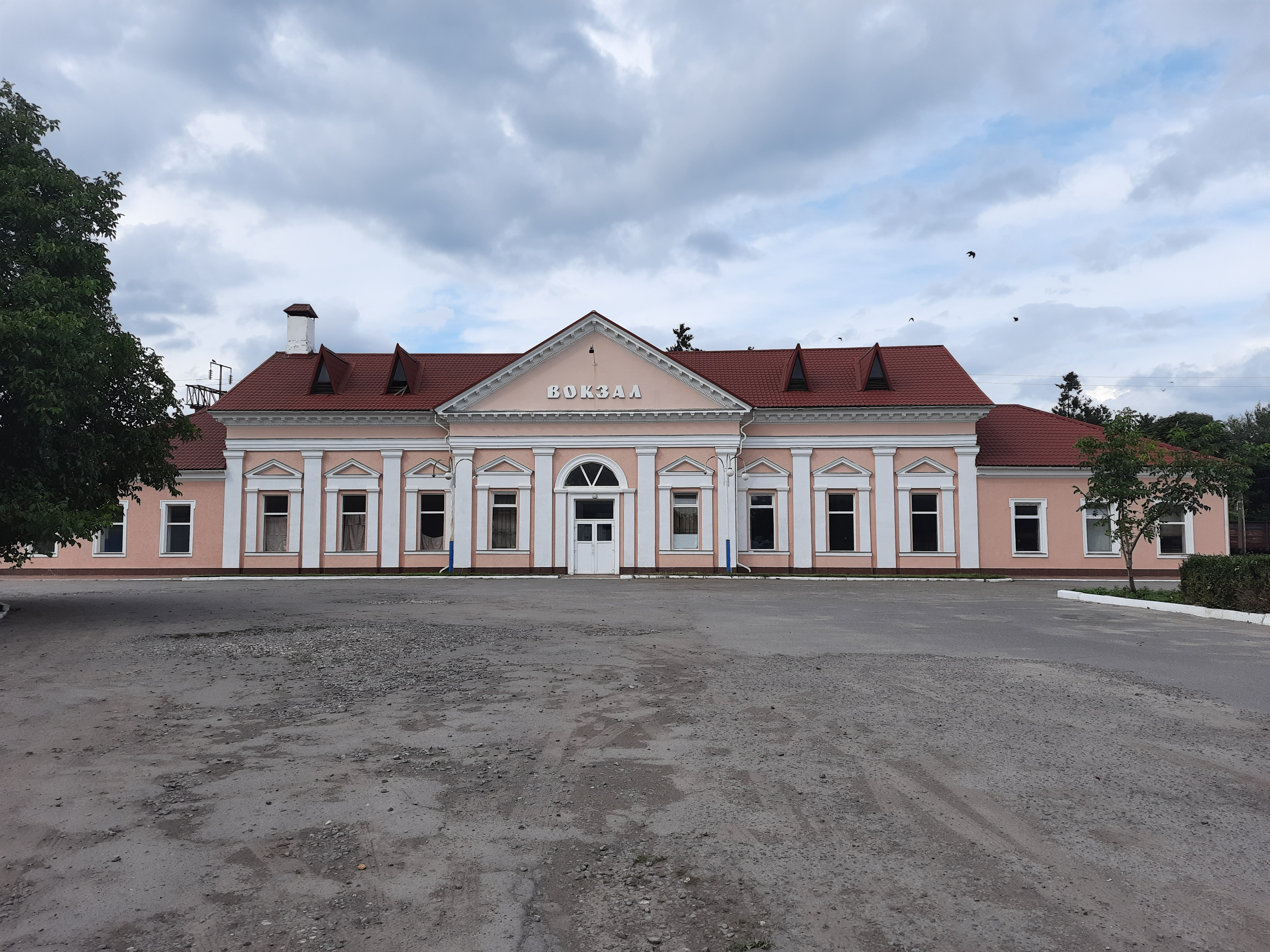
Залізничний вокзал

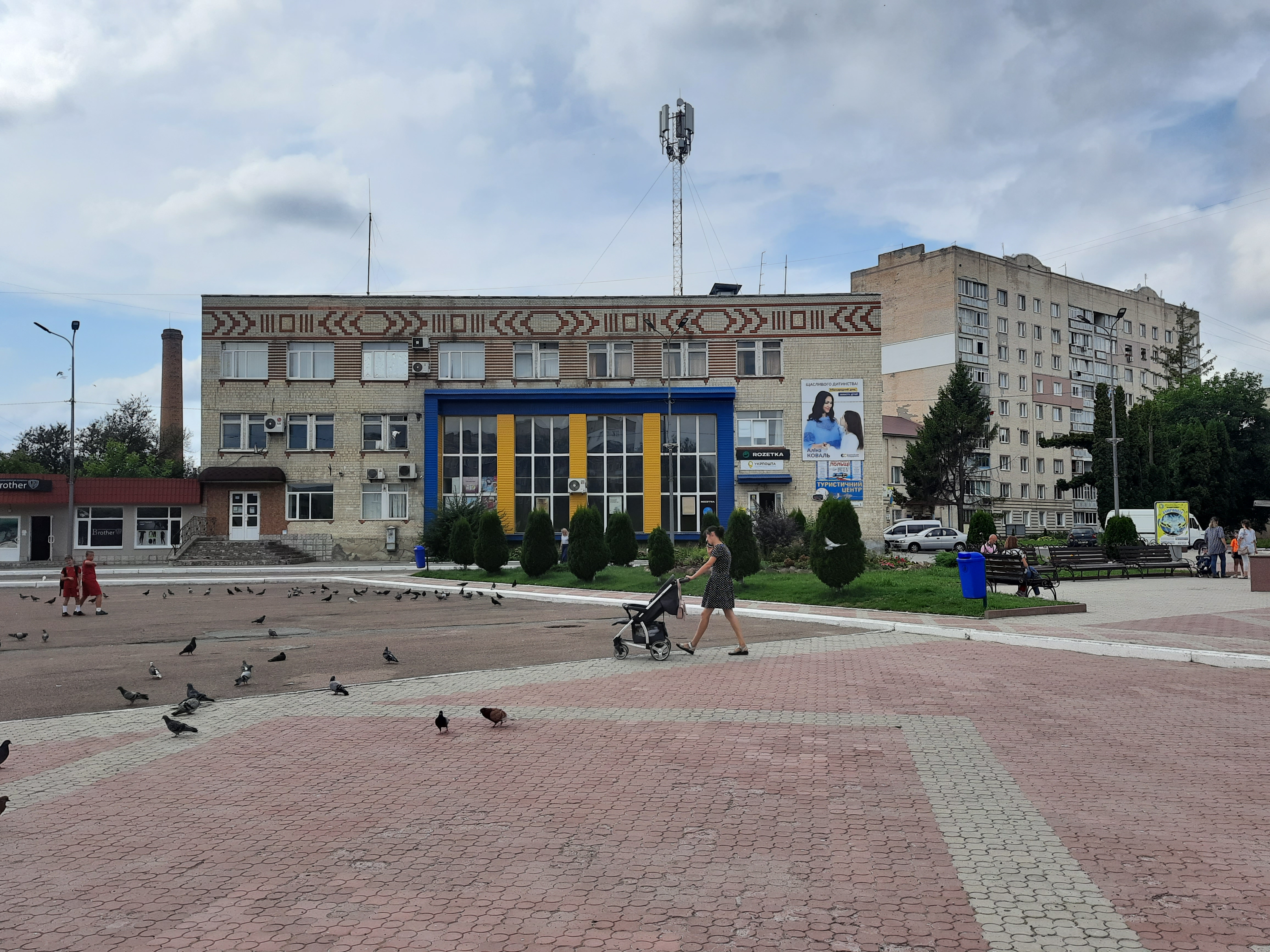
В центрі

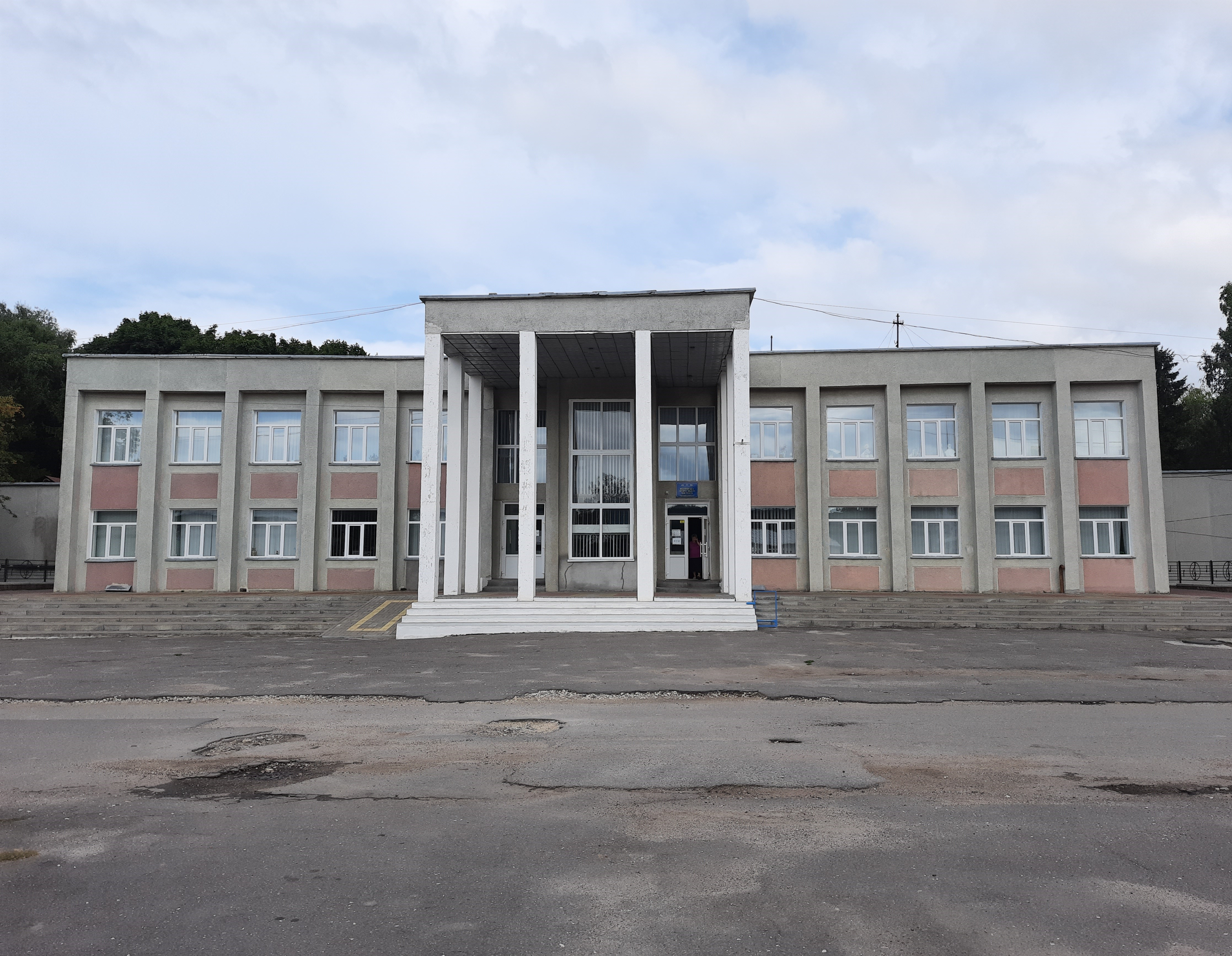
Стадіон "Юність"

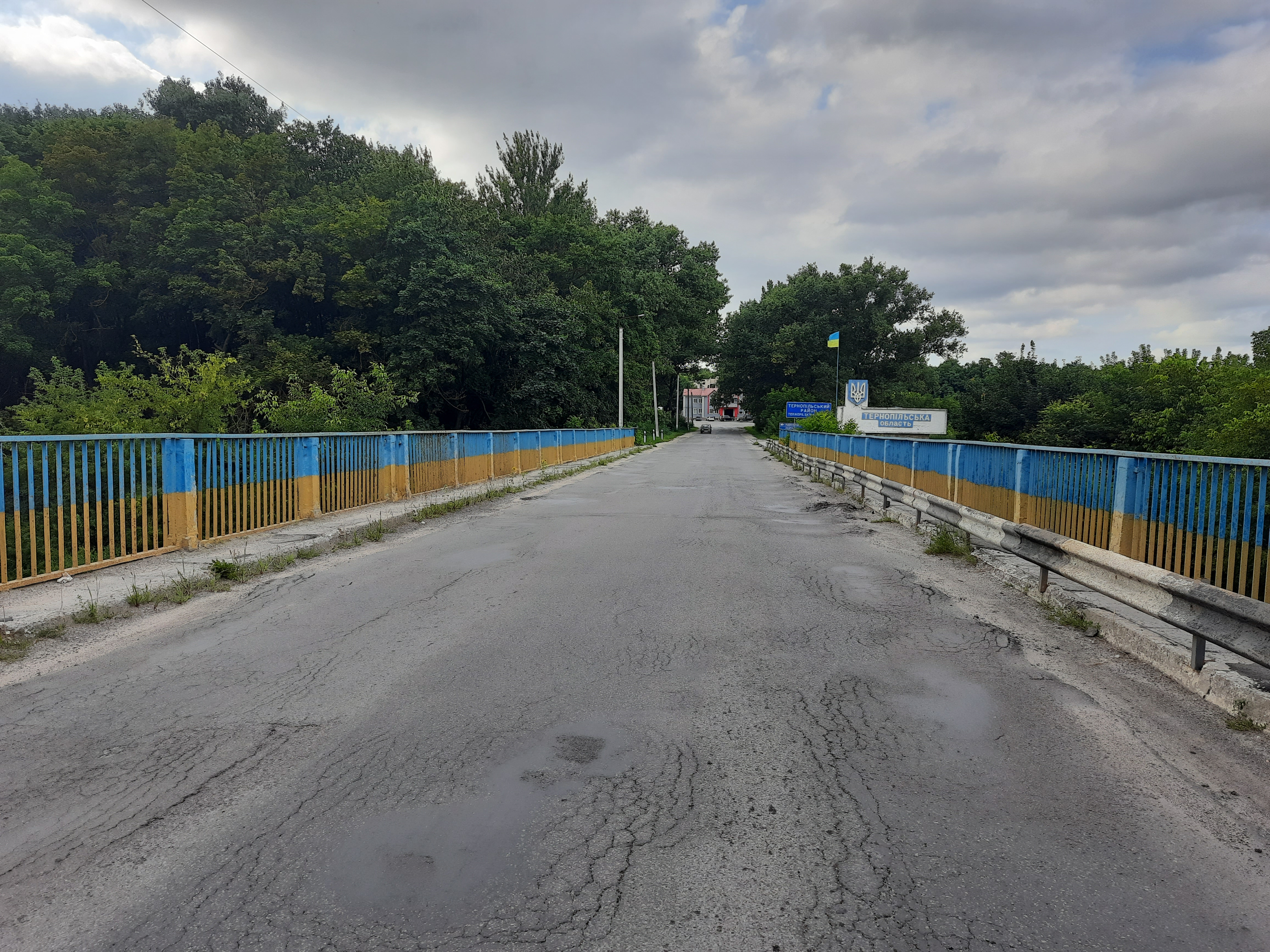
Міст через річку Збруч

Волочи́ськ — місто в Україні, адміністративний центр Волочиської міської громади Хмельницького району Хмельницької області. До 2020
року — колишній районний центр ліквідованого Волочиського району.
В місті розвинена машинобудівна, харчова, легка промисловість.
Перша згадка про місто датована 1463 роком. Статус міста — з 1970 року.

## Географія
Місто розташоване на лівому березі річки Збруч (притока Дністра), навпроти селища Підволочиськ Тернопільської області, на Волинсько-Подільському плато, висота якого над рівнем моря в районі міста сягає 321 м. Рельєф тут хвилястий, розчленований балками.
В місті знаходиться залізнична станція Волочиськ на електрифікованій лінії Гречани — Тернопіль, за 66 км від обласного центру. Через місто пролягають автошлях міжнародного значення М30E50 (Стрий — Тернопіль — Кропивницький — Знам'янка — Луганськ — Ізварине) та територіального значення Т 2005 (Підволочиськ — Волочиськ).

## Історія
Волочиськ належить до стародавніх поселень. Спочатку це поселення називалось Волочище. Походить ця назва від слова «волочити», тобто перетягувати волок. За часів Галицько-Волинського князівства і в наступні століття тут проходив торговельний шлях із Заходу на Схід. Щоб перебратися через річку і її заболочені береги купцям доводилось волочити свої вантажі. На цьому шляху (на лівому і правому берегах Збруча) виникло два поселення з однойменною назвою — Волочище. Пізніше поселення на правому березі річки було перейменоване на Підволочиськ.
У стародавній період територію сучасного Волочиська заселяли слов'янські племена волинян. У IX—X століттях ця місцевість належала до Київської Русі, пізніше — до Галицько-Волинського князівства. У 1241 році цю місцевість захопили і спустошили монголо-татари, які йшли з Києва для загарбання Галича.
У другій чверті XIV століття Волочиськ входив до складу Кузьминського повіту, який охоплював територію південної Волині. Волинь у цей час входила до складу Великого князівства Литовського.
Вперше згадується Волочиськ під назвою села Волочище в Подільському акті князів Збаразьких від 9 липня 1463 року. До цього Волочище належало волинському магнату князю Василю Збаразькому, після смерті якого, за подільчим актом 1463 року, село перейшло у володіння його сина Семена Збаразького.
За даними «Словника географічного Королівства Польського» («СГКП»), 4 травня 1518 року король Сигізмунд І Старий підтвердив права князя Костянтина Острозького на володіння маєтками, отриманими як спадок бабці його першої дружини Тетяни Семенівної з Гольшанських — княжни Марії Несвицької-Рівненської та її чоловіка — князя Семена Васильовича Несвицького-Збаразького-Колоденського. 1545 року поселення було власністю князя Михайла Збаразького..
Неподалік від Волочиська, у південній частині цього краю, пролягав «Чорний шлях», один із головних шляхів татарських набігів на українські землі. Наприкінці XV століття кримська орда сильно спустошила Кузьминський повіт, уціліла лише незначна кількість поселень.
Вступивши у торговельні зв'язки з містами князівства Литовського, Волочиськ зростає економічно. У 1557 році князь Владислав Збаразький одержав від уряду право на закладання у Волочиську містечка. У 1583 році у Волочиську (він уже в документах іменується містечком) нараховувалось 135 будинків і 675 мешканців. У цей час Волочиськ перетворюється на торговельно-ремісниче містечко, багато жителів якого займаються торгівлею і ремісництвом.
Через смерть князя краківського каштеляна Юрія Збаразького, вигас рід князів Збаразьких Волочиськ, за спадщиною, у 1631 році переходить у володіння князів Вишневецьких.

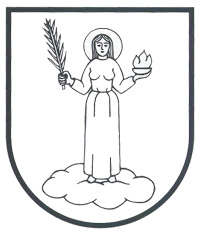
Герб Волочиська (1793)

У вересні 1648 року козацькі війська Богдана Хмельницького, розгромивши польську армію під Пилявцями, захопили Волочиськ, проте місто не було приєднане до Московії у 1654 році. За Зборівським договором воно залишилося і надалі під владою Польщі.
З 1695 року Волочиськом за спадщиною став володіти родич Вишневецьких Юзеф Потоцький — воєвода Київський.
У 1772 році якийсь з Потоцьких продав Волочиськ разом з іншими маєтками коронному маршалку Авґусту Фрідріху Мошинському за 1700 тис. злотих. За даними «СГКП», А. Ф. Мошинський став власником в другій половині XVIII століття; отримав привілей короля від 15 січня 1775 року на запровадження тритижневого ярмарку тут на «віґілію» Св. Трійці. Він був одним із великих польських магнатів, власністю якого було 1694 тис. десятин землі, 30 682 кріпаки, багато крамниць і промислових підприємств.
З 1793 року відомий єдиний на сьогодні зразок печатки ратуші Волочиська з гербом міста. На печатці — зображення покровительки міста Святої Великомучениці Агатії, що стоїть на хмарі й тримає в правій руці пальмову галузку (символ праведництва), а в лівій чашу з полум'ям (символ мучеництва). Під постаттю святої — картуш із девізом латинською мовою (повністю не піддається прочитанню); довкола герба — латинська легенда «SANCTA AGATHA V. C. E. M. PATRONA CIVITATIS WOLOCZYSCEN.» («Свята Агатія, діва катанійська і мучениця, покровителька міста Волочиська»).
1816 року маєток у Волочиську став власністю далекого родича А. Ф. Мошинського Іґнація Мошинського — онука радомського каштеляна Станіслава Мошинського.
Наприкінці XVIII — початку XIX століття граф Мошинський — спадкоємець А. Ф. Мошинського — заклав у Волочиську волосний банк, збудував п'ятиповерховий кам'яний палац, приміщення школи, а також палац за 4 версти на схід від містечка, поклавши цим самим початок новому поселенню, яке було названо його іменем — Фрідрихівкою. У 1866 році у Фрідрихівці вже налічувалося 58 дворів і 167 ревізьких душ (дорослих чоловіків).
До початку XIX століття населення містечка було неписьменним, до того часу тут не було жодної школи. Лише в 1801 році у Волочиську була відкрита однокласна школа, у якій навчалась невелика кількість дітей багатих міщан.
У другій половині XIX століття у Волочиську виникає ряд промислових підприємств. У 1860 році вже працював пивоварний завод, який виробляв за рік 9000 відер продукції на суму 900 карбованців, свічковий завод, річне виробництво продукції якого становило 600 карбованців. У 1870 році був збудований Волочиський цукровий завод, яким володіло німецьке товариство «Збруч».
У 1870 році через Волочиськ була прокладена залізниця, яка сполучила Київ зі Львовом. Тоді ж було закінчено будівництво залізничної станції Волочиськ. 4 листопада 1871 року Підволочиськ був сполучений із Волочиськом, і це була перша залізнична лінія, що поєднала Галичину зі Східною Україною.
З 1880 року в містечку працює телеграф. Станом на 1900 рік у Волочиську проживало 3295 євреїв.
Охорона здоров'я жителів Волочиська до Жовтневого перевороту (1917) була фактично відсутня. Лікарні в містечку не було. У 1913 році тут нараховувалось лише 4 приватних фельдшери, 5 зубних лікарів і техніків, які брали велику плату за лікування, і 4 повивальні бабки.
Серед культурних закладів у Волочиську станом на 1913 рік працювали клуб, кінотеатр, дві бібліотеки і три книжкових магазини. Клуби і бібліотеки були платними, тому ними могли користуватися лише багаті люди.
На початку XX століття у Волочиську тричі перебував останній російський імператор Микола II.
Лютневу революцію в російській імперії Волочиськ зустрів будучи прифронтовим містечком. На той час у ньому та сусідній Фридрихівці перебувала значна кількість підрозділів російської армії, штаби, військові шпиталі та представники держав Антанти. Волочиськ та навколишні села були переповнені дезертирами, які почувши звістку про революцію покидали фронт. Зросла злочинність. Через залізничну станцію почали йти перші збільшовизовані батальйони та полки, що повертались із фронту, який розвалювався. З 1917 року аж до повної окупації краю Волочиськ фактично перебував у вирі революційних подій та епіцентрі визвольних змагань, усі ці роки тут точилися запеклі бої між ворогуючими сторонами. В цей період у Волочиську перебували різні підрозділи різних держав та політичних сил, а саме австро-угорські та німецькі окупаційні підрозділи, гетьманські війська, більшовики, війська Директорії, УГА, об'єднані сили армії УНР та ІІ-ї Речі Посполитої. У 1917—1920-х роках Волочиськ перебував у складі Української Народної Республіки, згодом Української Держави гетьмана Павла Скоропадського, після повалення його уряду під владою Директорії. 17 листопада 1920 року до Фридриківки і Волочиська було евакуйовано уряд УНР. 3 дні у Волочиську перебував український уряд на чолі з головним отаманом Симоном Петлюрою.
20 листопада 1920 року, після важких кровопролитних боїв військові частини Української Народньої Республіки були вибиті з Волочиська військами російських більшовиків. Визвольні змагання для мешканців міста і краю цими подіями головно були завершенні.
З 1922 року встановлюється державний кордон по річці Збруч між СРСР та Польською державою. З 1924 року охорону державного кордону здійснювали бійці 22-го Волочиського прикордонного загону, який функціонував по липень 1941 року.
З 1923 року Волочиськ — адміністративний центр Волочиського району. У 1924 році в районі утворюються ТСОЗи та комуни. Темпи колективізації серед районів західної частини Поділля у Волочиському районі були найвищими. За роки колективізації окупаційна радянська влада репресувала в районі 3 107 осіб, у тому числі 769 осіб було розстріляно, а 1935 року колективізація була повністю завершена.
У жовтні 1932 року у Волочиську створена МТС.
1934 року відкрита районна бібліотека для дорослих, а 1937 року — районна дитяча бібліотека. З 1 березня 1930 року почала виходити газета «Прикордонний комунар» (нині — газета «Зоря»).
З липня 1941 року Волочиськ був тимчасово окупований німецько-нацистськими військами. У серпні 1942 року на околиці міста Волочиськ було розстріляно 8634 осіб єврейської національності, у тому числі 22 радянських військовополонених. В селі Купіль було замордовано 261 осіб єврейської національності.
Під час Другої світової війни в місті діяла підпільна диверсійна група сприяння радянському партизанському рухові. За період війни було 3982 вивезено на примусові роботи до Німеччини.
17 березня 1944 року місто Волочиськ захопили радянські війська. Територія району остаточно була взята під контроль радянською владою 23 березня 1944 року. В боях за Волочиськ загинуло 427 солдатів і офіцерів радянської армії, а за район — 1684 осіб. В цілому війна завдала району збитків на суму 107,8 млн крб. (в масштабах довоєнних цін).

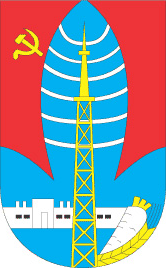
Герб Волочиська радянського періоду

2474 жителі Волочиська за подвиги у Другій світовій війні нагороджені орденами і медалями. 6390 жителів району полягли смертю хоробрих на фронтах Німецько-радянської війни
З перших днів «звільнення» розпочалася відбудова. Вже в березні було відбудовано маслозавод та інкубаторну станцію. У 1947 році побудований цегельний завод, у 1950 році — цукровий завод.
З середини 1950-х років упродовж два десятиліття колгоспи району «Червона зірка», «Ленінський шлях», за збільшення виробництва і продажі державі сільгосппродукції, неодноразово були учасниками республіканської та Всесоюзної сільськогосподарської виставки.
Великі зміни в промисловому і соціально-культурному житті міста і району відбулися у 1960-ті роки. У 1965 році побудовано плодоконсервний завод, у 1966 році — швейну фабрику. У 1968 році — філіал ленінградського конденсаторного заводу «Кулон» (нині — «Номінал»), цегельний завод міжколгоспбуду, завод металовиробів «Метеор», хлібокомбінат, у 1970 році — комбінат хлібопродуктів, цегельний завод «Керамік», у 1971 році — сироробний завод, а також машинобудівний завод філіал Запорізького виробничого об'єднання «Мотор-Січ».
З 24 серпня 1991 року місто Волочиськ у складі незалежної України.
У серпні 1998 року електрифікована залізнична лінія Гречани — Тернопіль.
13 серпня 2015 року, в ході децентралізації та об'єднання міської ради та сільських рад, Волочиськ набув статусу адміністративного центру Волочиської міської громади.
Основними видами промислової продукції міста є пересувні електростанції, цегла, металовироби, конденсатори, консерви, цукор, а також понад 100 найменувань товарів народного споживання.

## Населення
Кількість ВПО у громаді станом на 2023 рік - 1390 осіб.
Населення 19 516 мешканці станом 01.01.2015 року.

### Національний склад
Розподіл населення за національністю за даними перепису 2001 року:
| Національність  | Відсоток |
| --------------- | -------- |
| українці        | 96.26 %  |
| росіяни         | 2.10 %   |
| поляки          | 1.14 %   |
| білоруси        | 0.12 %   |
| інші/не вказали | 0.38 %   |

### Мова
Розподіл населення за рідною мовою за даними перепису 2001 року:
| Мова            | Кількість | Відсоток |
| --------------- | --------- | -------- |
| українська      | 20309     | 98.01 %  |
| російська       | 355       | 1.71 %   |
| польська        | 14        | 0.07 %   |
| вірменська      | 12        | 0.06 %   |
| білоруська      | 8         | 0.04 %   |
| єврейська       | 3         | 0.01 %   |
| інші/не вказали | 20        | 0.10 %   |
| Усього          | 20721     | 100 %    |

## Промислові підприємства
| - ПП «Транс-Авто-Д» - Волочиськ Метиз - ПАТ «Мотор Січ» - «Номінал» (не працює) - Консервний завод - Сирзавод (не працює) - М'ясокомбінат - Завод з виробництва гіпсокартону - Завод харчових концентратів - Елеватор | - Волочиське УЕГГ ПАТ «ХмельницькГАЗ» - ТОВ «Волочиськ Агро» - ТОВ «Аграрна компанія 2004» - ВАТ «Тернопільбуд» Цегла керамічна - Цегельний завод (вул. Запорізька) - Інкубатор - Донснаб Захід - Кабельний завод - ТОВ «Агробізнес» - Метеор |

## Мікрорайони міста
| - Волочиськ-1 - Царське село - Запуття - Центр | - Поділля - Пушкіна верхня - Пушкіна нижня - Автовокзал | - Сільхоз техніка - Цукровий завод - Починка |

## Освіта
У Волочиську діють Волочиський ліцей №1, Волочиський ліцей №2, Волочиський ліцей №3, освітні заклади дитячих садків на балансі міськради 4 навчання проводиться до 4 класу.
Школи № 1, № 2 (Комбінат за путями), № 3 Волочиськ перший, № 4 Бальківці, № 5 , № 6 (НВК), ДЮСШ № 1 знаходиться в будинку культури № 2 На стадіоні Юність. ВПУ ДНЗ ВПАПЛ по вулиці Запорізькій. Школа мистецтв (вул. Лисенка, 1-А), будинок дитячої творчості по вул. Слави біля відділу поліції, Університет дистанційного навчання «Україна» (вул. Лисенка, 1-А).

## ЗМІ
- комунальна газета «Зоря»
- [Архівовано 17 жовтня 2008 у Wayback Machine.]Сайт про історію і сьогодення громади. pro_Волочиськ [Архівовано 10 травня 2022 у Wayback Machine.]
- Газета «РІГ» (Рекламно-Інформаційна Газета «РІГ» Волочиська та Підволочиська)[11]
- Два міста — Інформаційний портал міста Волочиськ.

## Церкви
- Римо-католицька церква

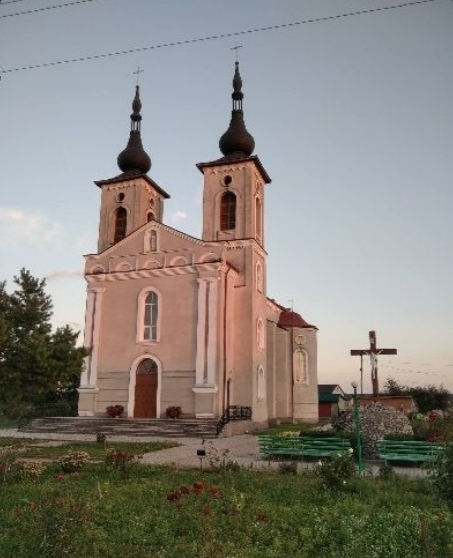
Костел Святої Трійці

  - парафія Святої Трійці, настоятель Володимир Кирилюк, вул. Хмельницька, 111 (біля Користови).
- Українська греко-католицька церква
  - настоятель церкви Різдва Пресвятої Богородиці священник Козак Володимир Євстахович, вул. Починка, 3-А.
- Православна церква України
  - настоятель церкви святого апостола Андрія Первозваного протоієрей Андрій Васильович Васькевич, вул. Соборна, 13[12].
  - настоятель церкви Святої Трійці протоієрей Богдан Васильович Васькевич, вул. Довженка 14 (б), приміщення 13 (у напрямку цукрового заводу).
  - благочинний Волочиського району та настоятель Покровської церкви Фатич Микола Васильович, вул. Незалежності, 213 (Волочиськ-1), у листопаді 2016 року парафія Свято-Троїцького храму перейшла до УПЦ КП.
- Церква адвентистів сьомого дня
  - пастор Кумчак Анатолій Іванович, вул. Першотравнева, 22.
- Церква євангельських християн-баптистів
  - пастор Кенс Володимир Володимирович, вул. Незалежності 318 (Волочиськ-1).
- Християнська церква «Еммануїл»[13]
  - пастор Фандера Ірина Миколаївна, Будинок побуту (вул. Незалежності, 104).
- Церква християн віри євангельської
  - пастор Левицький Богдан Петрович, (вул. Незалежності, 46, біля ринку).

## Спорт
У місті функціонує футбольна команда «Агробізнес». Заснований у грудні 2015 року, домашній стадіон команди — «Юність».

## Транспорт

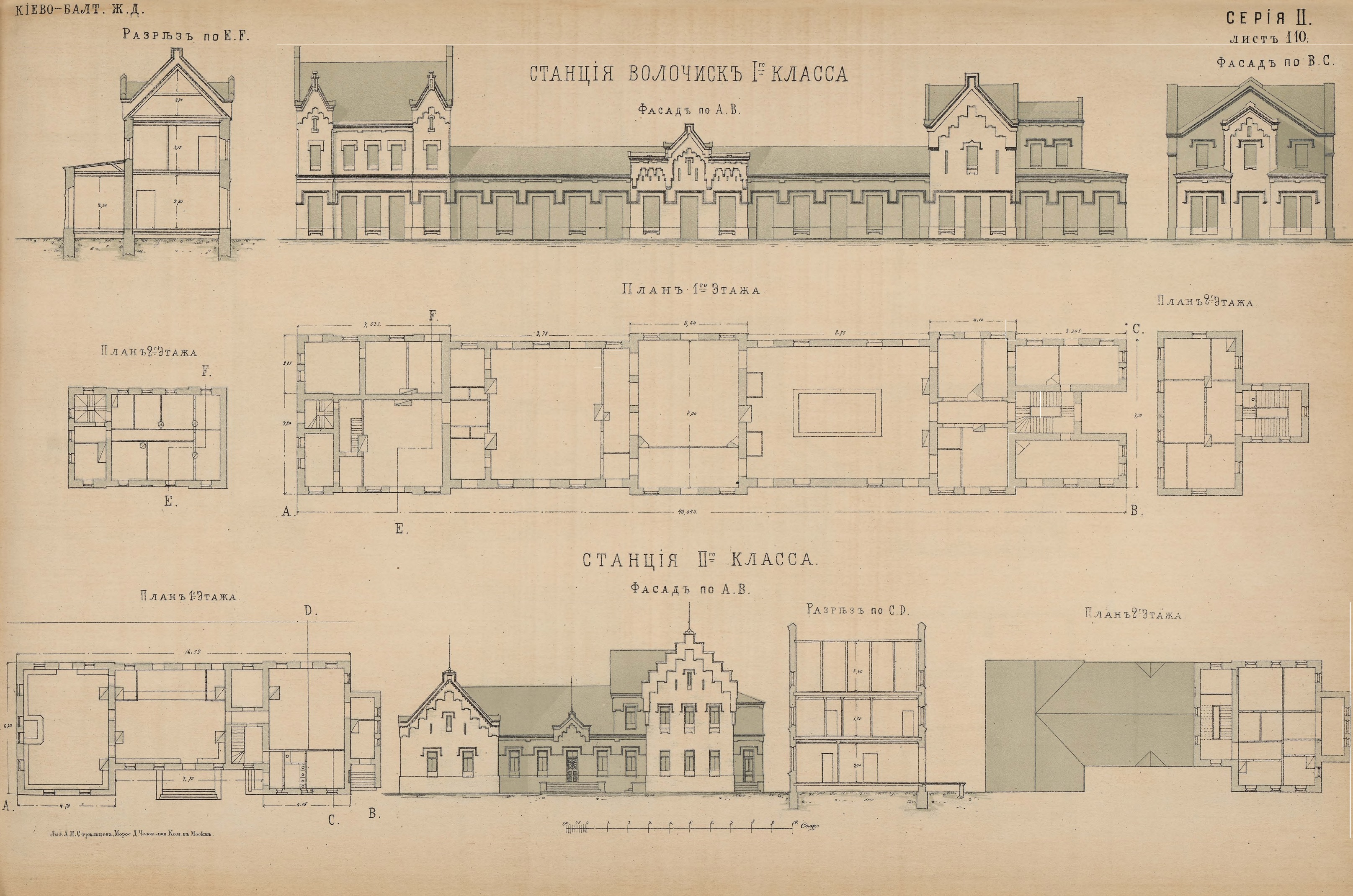
Вокзал 1-го класу залізничної станції Києво-Балтської залізниці (проєктне креслення 1872 року)

Через місто пролягає залізниця Жмеринка — Львів, на якій існує станція Волочиськ. Також в межах міста пролягає автошлях міжнародного значення М30E50.

### Автобусне сполучення
В місті працюють два найбільших автоперевізники.
Міські автобусні маршрути:
- № 1 Автостанція — Волочиськ-1
- № 2 Волочиськ — Користова — Бальківці
- № 3 Волочиськ — Підволочиськ
- № 4 Волочиськ — Волочиськ-1 — вул. Білокамінна
- № 5 Волочиськ І — РЕМ.

Раніше існував маршрут на Запуття, але через нерентабельністю був ліквідований.

## Відомі люди

### Діячі ОУН
- Зарицька Катерина Миронівна — діячка ОУН, зв'язкова Романа Шухевича, організатор і керівник Українського Червоного Хреста, дружина Михайла Сороки, донька математика Мирона Зарицького, проживала в місті через неможливість повернення до Галичини, тут і померла.
- Да́рія Ю́ріївна Гуся́к — зв'язкова генерала УПА Романа Шухевича, активістка ОУН. Кавалер ордена княгині Ольги III ступеня. У березні 1975 року звільнена зі сталінських таборів. Дозволу на повернення на батьківщину не отримала. Поселилась у Волочиську на Хмельниччині у подруги по боротьбі Катерини Зарицької. З 1995 року мешкає у Львові

### Учасники російсько-української війни
- Джерелейко Роман Васильович (1988—2019) — солдат Збройних сил України, учасник російсько-української війни.
- Дичек Сергій Олександрович (1972—2020) — старший сержант Збройних сил України, учасник російсько-української війни[14].
- Комар Владислав Анатолійович (2000—2024) — солдат Збройних сил України учасник російсько-української війни.
- Черніченко Олександр Анатолійович (1968—2015) — капітан Збройних сил України, учасник російсько-української війни.

### Народилися
- Андрієвський Ераст Степанович — український лікар, засновник Куяльницької грязелікарні.
- Гончаренко Владислав Васильович — український економіст.
- Довганюк Вадим Володимирович — український паверліфтер.
- Довгань Василь Володимирович — український воїн.
- Донець Андрій Анатолійович — український футболіст і тренер.
- Марго (Марголіс) Борис — брат Девіда Марголіса,[en] художник, що працював в жанрі сюрреалізму.
- Надія Мейхер-Грановська-Уржумцева — українська співачка, акторка кіно, телебачення і мюзиклів, телеведуча, продюсерка, поетеса і дизайнерка. Екс-солістка українського жіночого поп-гурту «ВІА Гра». У 2014 році після початку війни в Україні Мейхер заявила, що сподівається на мирне розв'язання «конфлікту», оскільки вважає «росіян і українців братніми народами». Також наголошувала на тому, що «вона є аполітичною». Обранець співачки — російський бізнесмен Михайло Уржумцев. Він є гендиректором компанії Melon Fashion Group у Санкт-Петербурзі, яка продовжує співпрацювати з країною-агресором РФ. На своїй сторінці в соцмережах, Мейхер «почистила» пости після того, як з'явилися чутки, що співачка втекла до РФ, і почала публікувати інформацію лише про бренд свого одягу.
- Отінов Максим Леонідович (1990—2024) — молодший сержант Збройних сил України, учасник російсько-української війни, Герой України (посмертно).

### Пов'язані з містом
- Лабазюк Сергій Петрович  корумпований депутат. Один із народних депутатів, які голосували за диктаторські закони 16 січня 2014 року. 1 серпня 2014 року подав заяву з проханням вважати результат голосування як «не голосував». Згодом заявив, буцімто насправді він не голосував за ці закони.   Займався неособистим голосуванням.
- 21 листопада 2023 року Лабазюка викрили у спробі підкупу топпосадовців у сфері відновлення. Раніше, у серпні того ж року Лабазюк звернувся до топпосадовця Міністерства відновлення з проханням надати його компанії підряди з відбудови об'єктів на 1 млрд грн. За це пообіцяв хабар у розмірі 3-5 % від вартості кожного підряду. Після надходження 50 млн грн за підряд з відновлення зруйнованого мосту, Лабазюк через посередника надав викривачу-топпосадовцю хабар на $150 тис.. Його дії було кваліфіковано за ч. 4 ст. 369 ККУ. 28 листопада 2023 року ВАКС відправив Лабазюка під арешт до 21 січня з можливістю внесення застави. Того ж дня за Лабазюка внесли 40 млн грн застави та випустили з СІЗО.
- Факти внесені в Вікіпедію постійно стираються і виправляються холуями і прихлєбєями цього депутата, але вони не зникнуть з історії і пам'яті людей
- Собуцький Олег Михайлович — український підприємець, футбольний функціонер, спонсор, власник аграрної компанії «Агробізнес», почесний президент ФК «Агробізнес» Волочиськ.

## Місто-побратим
- Мєхув,  Польща.